# Parti socialiste autonome (Tessin)
Pour les articles homonymes, voir Parti socialiste autonome.
Le Parti socialiste autonome (en italien : Partito Socialista Autonomo) était issu d'une scission d'extrême gauche de la section tessinoise du Parti socialiste suisse (PST) dans le canton du Tessin lors d'une assemblée constituante à Mendrisio le 27 avril 1969, dans la foulée des événements de 1968, comme l'a fait auparavant le POCH. Werner Carobbio et Franco Cavalli font partie de ses fondateurs.
En 1971, le parti obtient six sièges au Grand Conseil tessinois. En 1975, il maintient sa députation et envoie en en outre Werner Carobbio au Conseil national.
En 1988, Le PSA a fusionné avec la Comunità dei Socialisti Ticinesi (CST) (ex membres du PST) pour former le Partito Socialista Unitario (PSU). Le 18 octobre 1992, le PST et le PSU et le Partito Socialista dei Lavoratori (PSL, trotskyste) ont fusionné pour former une nouvelle section du PSS .

## Sources
1. ↑  Carta costitutiva del Partito socialista autonomo, 27 aprile 1969
2. ↑  Béatrice Schaad, « Franco Cavalli veut partager la présidence du PS », Le Nouveau Quotidien, no 1459,‎ 13 février 1997, p. 9 (lire en ligne)